# سسنا ۴۴۱ کنکست ۲
سسنا ۴۴۱ کنکست ۲ (به انگلیسی: Cessna 441 Conquest II) یک هواگرد ساختِ کارخانهٔ سسنا در کشور ایالات متحده آمریکا است که در سال ۱۹۷۷-۱۹۸۷ ساخته شد. این هواگرد برای نخستین بار در ۱۹۷۵ میلادی مورد استفاده قرار گرفت.